# Norra Hastersboda
Norra Hastersboda este o arie protejată (arie de protecție specială avifaunistică — SPA) din Finlanda întinsă pe o suprafață de 5,25 ha, integral pe uscat.

## Localizare
Centrul sitului Norra Hastersboda este situat la coordonatele 60°02′28″N 20°35′53″E / 60.041111°N 20.598056°E.

## Înființare
Situl Norra Hastersboda a fost declarat arie de protecție specială avifaunistică în iunie 1997 pentru a proteja 2 specii de animale.

## Biodiversitate
Situată în ecoregiunea boreală, aria protejată conține 1 habitat natural: Taiga vestică.
La baza desemnării sitului se află mai multe specii protejate de  păsări (2): cocoșul de mesteacăn (Bonasa bonasia), ciocănitoare neagră (Dryocopus martius).